# Giovanni Battista Caprara

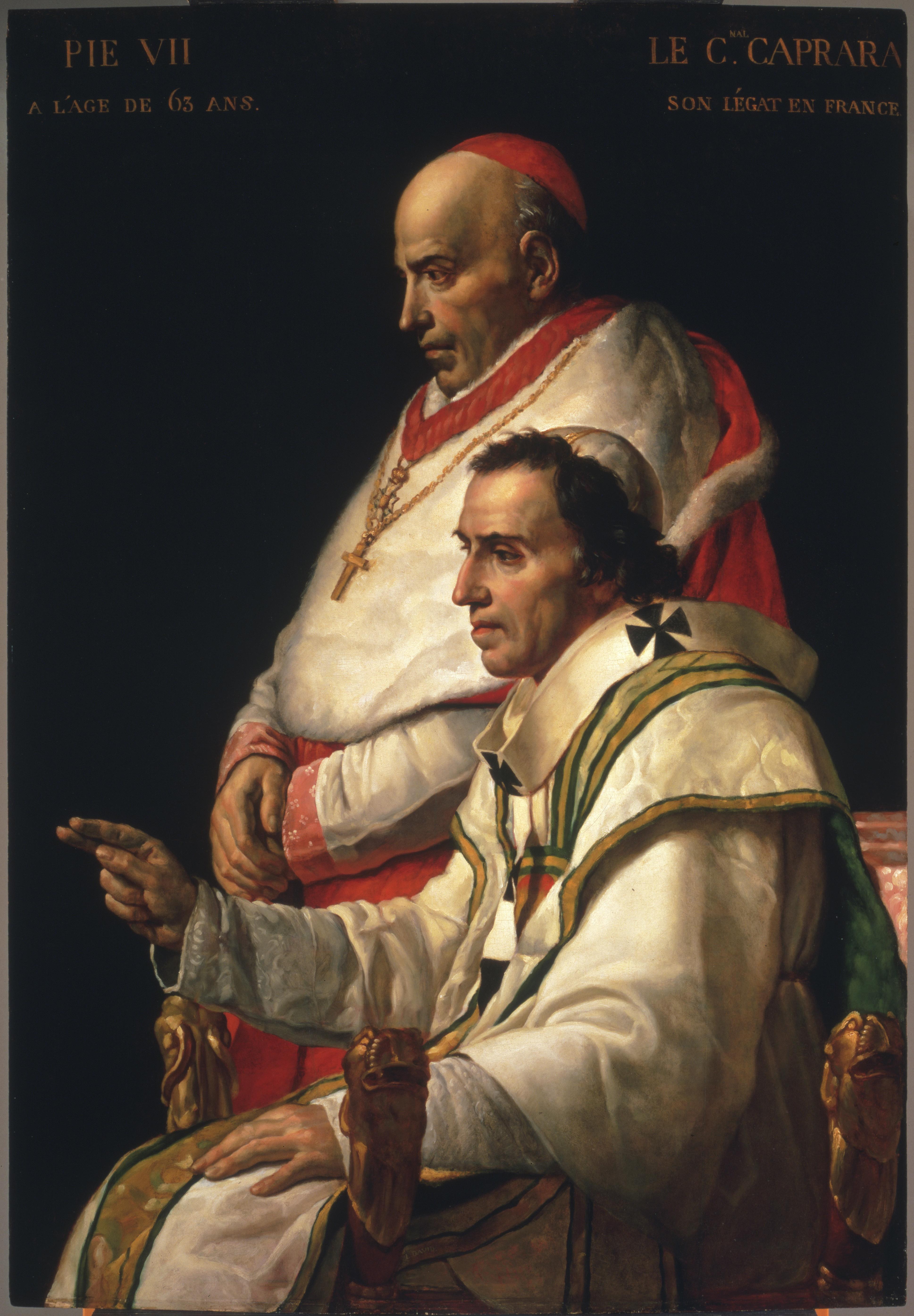
Kardinal Caprara (stehend) mit Papst Pius VII. während der Krönung der Joséphine de Beauharnais durch Kaiser Napoleon I. am 2. Dezember 1804. (Ausschnitt des Gemäldes von Jacques-Louis David, um 1806)

Wappen des Kardinals Caprara (moderne Nachzeichnung)

Giovanni Battista Caprara (* 29. Mai 1733 in Bologna; † 21. Juni 1810 in Paris) war Apostolischer Nuntius in Köln, Kardinallegat in Paris und Exekutor des französischen Konkordats von 1801. Von 1802 bis zu seinem Tod war er Erzbischof von Mailand.

## Leben

### Kirchliche Laufbahn
Caprara war ein Sohn des Grafen Francesco Raimondo Montecuccoli und nahm gemeinsam mit seinen Geschwistern den Familiennamen der Mutter an, da in deren Verwandtschaft männliche Nachkommen fehlten. 1751 wurde Caprara an der Universität La Sapienza (Rom) promoviert. Kurz darauf wurde er zum Referendar an den beiden päpstlichen Signaturen ernannt. Im Alter von 25 Jahren wurde er Vizelegat in Ravenna (1758). Am 22. Dezember 1765 empfing er in Bologna die Priesterweihe. Er wurde am 1. Dezember 1766 zum Titularerzbischof von Iconium ernannt. Die Bischofsweihe spendete ihm am 8. Dezember 1766 im Quirinalspalast in Rom Papst Clemens XIII., Mitkonsekratoren waren Scipione Borghese, Titularerzbischof von Teodosia, und Ignazio Reali, Titularerzbischof von Athenae. In derselben Zeremonie wurde Giovanni Archinto, ein späterer Kardinal, zum Titularerzbischof von Philippi geweiht. Noch am selben Tag wurde Caprara zum Päpstlichen Thronassistenten ernannt, am 18. Dezember 1766 wurde er Apostolischer Nuntius in Köln.

### Wirken als Nuntius
Er erreichte Köln am 14. April 1767, dort musste er sich mit Schwierigkeiten aufgrund des Febronianismus und mit Konflikten zwischen den drei geistlichen Kurfürsten auseinandersetzen. Im späten Frühjahr 1772 unternahm er einen Abstecher nach Holland und England. Darüber berichtete er nach Rom, dass die Situation der Kirche in den Niederlanden sich günstig entwickelte und dass der Jansenismus im Schwinden begriffen wäre. Was England betraf, so berichtete er über eine freundliche Aufnahme in London, wo er durch den kaiserlichen Botschafter Fürst Antonio Barbiano di Belgioioso König Georg III. vorgestellt wurde; ferner berichtete Caprara an den Kardinalstaatssekretär, dass die antipäpstliche Stimmung in Großbritannien nachgelassen hätte.
Als Papst Clemens XIV. 1773 die Gesellschaft Jesu aufhob, versuchte Nuntius Caprara, das päpstliche Breve Dominus ac Redemptor im Reich durchzusetzen, doch sah er sich dabei großem Widerstand von Seiten der Kurfürsten von Köln und der Pfalz ausgesetzt, die sich dadurch dem Einfluss Roms zu entziehen suchten. Bedeutende Schulen, so das Tricoronatum in Köln und Schulen in Ravenstein, Düsseldorf, Jülich, Düren sowie Münstereifel, vertrauten weiterhin auf die Jesuiten.
Indem er seine schwache Gesundheit anführte, bat Caprara darum, nach Luzern versetzt zu werden, wo es ruhiger war. Außerdem war diese Stelle höher dotiert. Am 6. September 1775 wurde er zum Nuntius in Luzern ernannt, wo er am 24. Oktober 1775 eintraf. Dort vermied er um seiner Gesundheit willen jeden Konflikt. Ende 1784 reiste er nach Pisa, wo ihn die Nachricht von seiner bevorstehenden Versetzung nach Wien erreichte. Über Bologna und Cremona kehrte er nach Luzern zurück, um sich dort zu verabschieden.
Am 7. Mai 1785 wurde er zum Nuntius in Österreich, Ungarn und Böhmen ernannt. Er traf am 21. Juni 1785 in Wien ein und blieb dort Nuntius bis zum 31. Januar 1793. Der Kirchenpolitik Josephs II. zeigte er sich gewogen. Da er jeden Konflikt mit dem kaiserlichen Hof vermied, war er für die römische Kurie von geringem Nutzen, und er ließ Rom ohne Nachricht über die Vorgänge im Reich. Die kaiserliche Regierung brachte dem Nuntius umgekehrt so wenig Achtung entgegen, dass sie ihn während der Revolution im Herzogtum Brabant völlig überging, als sie eine Vermittlung durch Rom erbat.
Nach dem Tod Josephs II. (20. Februar 1790) war Caprara als Sondergesandter in Frankfurt am Main anwesend. Dort wurde Leopold von Toskana, der Bruder von Joseph II., zum römischen König (30. September 1790) und zum deutschen Kaiser (9. Oktober 1790) gewählt. Capraras Aufgabe wäre es gewesen zu verhindern, dass dort Gesetze erlassen wurden, die den Interessen des Heiligen Stuhls zuwiderliefen. Caprara nutzte die Unterstützung nicht, die ihm der Kurfürst von Bayern gewährte, und zog die Feindschaft der Mainzer Delegation auf sich, die nicht einmal seine vom Papst ausgestellte Akkreditierungsurkunde anerkennen wollte. So zog er sich in eine gänzlich passive Beobachterrolle zurück und brachte erst am 13. Oktober verspätet im Auftrag des Papstes Vorbehalte des Papstes gegen einige Entscheidungen des Kurfürstenkollegiums an, dessen Beratungen bereits am 4. Oktober beendet waren. Er kehrte für einige Monate nach Wien zurück und verließ dies im Mai 1791, um aus Gesundheitsgründen einige Monate in Bad Pyrmont zu verbringen. Aus Enttäuschung mit seiner Arbeit löste der Kardinalstaatssekretär ihn als Nuntius ab und Caprara wurde am 18. Juni 1792 zum Kardinalpriester (Titelkirche Sant’Onofrio) erhoben.
1800 wurde Caprara zum Erzbischof pro hac vice von Jesi ernannt, einem kleinen Ort zwischen Ancona und Perugia. Auf diesem „Abschiebeposten“ blieb Caprara nur zwei Jahre, bis nach den napoleonischen Konkordatsverhandlungen vom 15. Juli 1801 Napoleon höchstpersönlich Caprara als Exekutor des Konkordats ausersehen hatte, den er wegen seines schwachen Charakters als williges Werkzeug eigener staatskirchlicher Interessen sah. 1801 wurde Caprara zum „Legaten a latere“ ernannt. Seine nachgiebige Haltung brachte Caprara den Schimpfnamen „Jakobinerkardinal“ ein. Ab 1802 war Caprara Erzbischof von Mailand. Er nahm bei der Krönung Kaiser Napoleons I. zum König von Italien am 28. Mai 1805 die kirchliche Weihehandlung vor. Er starb im Jahre 1810 und wurde neben anderen „Helden der französischen Nation“ im Pariser Panthéon beigesetzt.

## Schriften
- Protestatio, Et Reservatio in Comitiis Electoralibus pro electione novi Romanorum Regis & Imperatoris congregatis exhibita. Francofurti, 1790 Digitalisat